# دایکی یاگیشیتا
دایکی یاگیشیتا (انگلیسی: Daiki Yagishita؛ زادهٔ ۹ اوت ۱۹۹۵) بازیکن فوتبال اهل ژاپن است.
از باشگاه‌هایی که در آن بازی کرده‌است می‌توان به باشگاه فوتبال ماتسوموتو یاماگا اشاره کرد.